# Нижний Шайтан
Нижний Шайтан — упразднённый посёлок для спецпереселенцев на территории современного Чусовского района Пермского края России.

## Географическое положение
Бывший посёлок Нижний Шайтан для спецпереселенцев расположен на правом берегу реки Чусовая, в устье реки Шайтанка (правого притока реки Чусовая) в 344 километрах от камня Собачьи Ребра в селе Слобода. В окрестностях урочища расположен ландшафтный памятник природы — камень Шайтан. В одной из пещер найдены кости животных и фрагменты керамики датированные VI—XIV веками.

## История
Посёлок был организован в начале 1930-х годах, когда сюда пригнали первых спецпереселенцев кулаков из южной части России, Украины и Белоруссии. Большинство переселенцев проживало в посёлке Верхний Шайтан, что был выше по реке Шайтанка. В Нижнем Шайтане было несколько домов. В 1937—1938 годах были расстреляны 15 человек по обвинению в контрреволюционной деятельности. Спецкомендатура располагалась в посёлке Кусье-Александровский.
В 1943 году в окрестностях посёлка на правом берегу реки Чусовая были найдены алмазы. В начале 1960-х годов оба поселка были ликвидированы.
В настоящий момент на месте посёлка находится поляна.

## Население
1 июля 1939 года проживало 88 мужчин, 158 женщин, 230 детей. 1 июля 1943 года числилось 812 человек. 1 января 1945 года числилось только 279 человек: 49 мужчин, 126 женщин и 16 детей.

## Инфраструктура
Лесное хозяйство.

## Транспорт
Водный транспорт (сплав леса), лесные дороги. Действовала узкоколейная дорога. 